# Брандт, Николай Николаевич
Николай Николаевич Брандт (26 декабря 1917, Петроград — 20 марта 1975, Ленинград) — советский живописец, член Ленинградского Союза художников.

## Биография
Родился 26 декабря 1917 года в Петрограде.
В 1935—1939 годах занимался в ленинградском Художественно-педагогическом техникуме у А. А. Громова. В 1939 году поступил на живописный факультет Ленинградского института живописи, скульптуры и архитектуры. В июле 1941 года был мобилизован в Красную Армию. Воевал на Ленинградском фронте в 4-м противотанковом артиллерийском полку РГК командиром противотанкового взвода. В феврале 1942 был демобилизован по болезни и уехал в Самарканд, куда был эвакуирован из Ленинграда институт и где Н. Брандт продолжил обучение. С сентября 1942 и до конца войны Брандт вновь в РККА. Награждён медалями «За оборону Ленинграда», «За победу над Германией».

Лодки. 1969

После демобилизации вернулся в институт, занимался у А. А. Деблера и М. П. Бобышова. В 1948 году окончил ЛИЖСА им. И. Е. Репина по мастерской театрально-декорационной живописи с присвоением звания художника живописи. Дипломная работа — оформление спектакля «Земля» по произведению Н. Вирта. В дальнейшем работал как станковист, преимущественно в жанре пейзажа, натюрморта, портрета. В том же году был принят в члены Ленинградского Союза советских художников.
С начала 1950-х годов постоянно участвовал в выставках, экспонируя свои работы вместе с произведениями ведущих мастеров изобразительного искусства Ленинграда. Талантливый колорист. Неоднократно работал на Волхове в Доме творчества ленинградских художников в Старой Ладоге, в Пскове, на Академической даче. Персональная выставка в Ленинграде в 1982 году в залах Ленинградской организации Союза художников РСФСР. Среди произведений, созданных Н. Брандтом, картины «Лодки», «Осень» (обе 1956), «На веранде» (1957), «Ночное», «Цветы. Натюрморт» (обе 1958), «Мелодии Кавказа (М. Ю. Лермонтов)» (1959), «Летнее утро» (1960), «Рождённый семилеткой» (1961), «Рабочий», «Цветы и фрукты» (обе 1964), «Волхов. Церковь св. Георгия», «Курган», «Последний снег» (все 1965), «Рябина» (1969), «Иван-чай», «Июль» (обе 1970), «Ласточки», «Лодки», «Праздничный стол», «Сирень» (все 1972), «На пашне» (1974) и другие.
Скончался 20 марта 1975 года в Ленинграде на 58-м году жизни от тяжелой болезни сердца. Похоронен на Южном кладбище.
Произведения Н. Н. Брандта находятся в музеях и частных собраниях в России, Финляндии, Японии, Великобритании, Франции и других странах.

## Выставки
- 1956 год (Ленинград): Осенняя выставка произведений ленинградских художников.
- 1957 год (Ленинград): 1917 - 1957. Выставка произведений ленинградских художников.
- 1958 год (Ленинград): Осенняя выставка произведений ленинградских художников.
- 1960 год (Ленинград): Выставка произведений ленинградских художников.
- 1961 год (Ленинград): «Выставка произведений ленинградских художников» открылась в залах Государственного Русского музея.
- 1964 год (Ленинград): Ленинград. Зональная выставка.
- 1965 год (Ленинград): Весенняя выставка произведений ленинградских художников.
- 1971 год (Ленинград): Осенняя выставка произведений ленинградских художников 1971 года.
- 1972 год (Ленинград): По Родной стране. Выставка произведений ленинградских художников.
- 1974 год (Ленинград): Весенняя выставка произведений ленинградских художников.
- 1975 год (Ленинград): Наш современник. Зональная выставка произведений ленинградских художников.
- 1976 год (Москва): Изобразительное искусство Ленинграда.